# Kolednica
Kolednica ali koledniška pesem je vrsta pesmi, ki so jo ob obrednem obhajanju vasi peli koledniki. Tovrstno obredno obhajanje se imenuje koledovanje, koledniki pa so bili iz vrst ljudstva. Individualno, večinoma pa v skupinah, so obiskovali hiše prijateljev, znancev oz. sovaščanov. Izraz koledovanje izhaja iz antičnega izraza calendae. V rimskem imperiju so na podoben način novem letu prirejali obhode. Običaj so prevzeli narodi, ki so ob preseljevanjih prihajala v stik z rimsko kulturo. Koledovanje se je v vaškem okolju ohranilo do današnjih dni, vendar v manjšem obsegu. Danes se večinoma obhaja le še Božič, v preteklosti pa so bili koledniški prazniki: 
- 1. januar (novo leto)
- 6. januar (sveti trije kralji)
- 2. februar (svečnica)
- 23. april (jurjevo)
- 4. december (na barbarino)
- 25. december (Božič)
- 26. december (štefanovo)